# Call My Name
Call My Name – pierwszy singiel z trzeciej studyjnej płyty Cheryl Cole zatytułowanej A Million Lights. Napisany i wyprodukowany przez Calvina Harrisa. Jego premiera radiowa odbyła się 20 kwietnia 2012 roku w stacji radiowej BBC Radio 1. Wydany został na iTunes 18 maja 2012 roku między innymi w Australii i Włoszech. Zwiastun teledysku można było zobaczyć kilka dni przed premierą teledysku. Oficjalna premiera teledysku odbyła się 2 maja 2012 roku na oficjalnym kanale Cheryl na portalu YouTube.

## Lista utworów
- Digital EP

1. "Call My Name" – 3:28
2. "Make You Go" – 3:29
3. "Call My Name" [Wideboys Remix Radio Edit] – 3:11
4. "Telescope" – 2:31

## Notowania
| Lista (2012)                            | Najwyższa pozycja |
| --------------------------------------- | ----------------- |
| Australia (Top 50 Singles)              | 49                |
| Belgia (Flandria) (Ultratop 50 Singles) | 36                |
| Holandia (Single Top 100)               | 97                |
| Irlandia (Top 50 Singles)               | 1                 |
| Nowa Zelandia (Top 40 Singles)          | 13                |
| Polska (Poland Top 5 )                  | 1                 |
| Rosja (Russian Airplay Chart)           | 11                |
| Szkocja (Top 40 Scottish)               | 1                 |
| Wielka Brytania (Singles Top 100)       | 1                 |

## Historia wydania
| Kraj            | Data            | Format                | Wytwórnia |
| --------------- | --------------- | --------------------- | --------- |
| Australia       | 18 maja 2012    | Digital download      | Polydor   |
| Francja         | 18 maja 2012    | Digital download      | Polydor   |
| Polska          | 18 maja 2012    | Digital download      | Polydor   |
| Włochy          | 18 maja 2012    | Digital download      | Polydor   |
| Australia       | 7 czerwca 2012  | Digital download - EP | Polydor   |
| Nowa Zelandia   | 7 czerwca 2012  | Digital download - EP | Polydor   |
| Irlandia        | 8 czerwca 2012  | Digital download - EP | Polydor   |
| Wielka Brytania | 10 czerwca 2012 | Digital download - EP | Polydor   |
| Meksyk          | 19 czerwca 2012 | Digital download - EP | Polydor   |
| Niemcy          | 3 sierpnia 2012 | Digital download - EP | Polydor   |